# Lackford
Lackford – wieś w Anglii, w hrabstwie Suffolk, w dystrykcie West Suffolk. Leży 45 km na północny zachód od miasta Ipswich i 103 km na północny wschód od Londynu. Miejscowość liczy 270 mieszkańców.